# Киноти
Киноти (груз. კინოთი) — село в Грузии, на территории Зестафонского муниципалитета края (мхаре) Имеретия.

## География
Село находится в западной части Грузии, к югу от реки Квирила, на расстоянии приблизительно 4 километров (по прямой) к югу от города Зестафони, административного центра муниципалитета. Абсолютная высота — 428 метров над уровнем моря.

## Население
По результатам официальной переписи населения 2014 года, в Киноти проживало 345 человек (179 мужчин и 166 женщин). В национальной структуре населения грузины составляли 100 %.
| Год  | Население, человек |
| ---- | ------------------ |
| 2002 | 571                |
| 2014 | ↘ 345              |